# Curicó
Curicó este un oraș cu 119.185 locuitori (2002) situat în regiunea Maule, Chile.